# Skrattstock

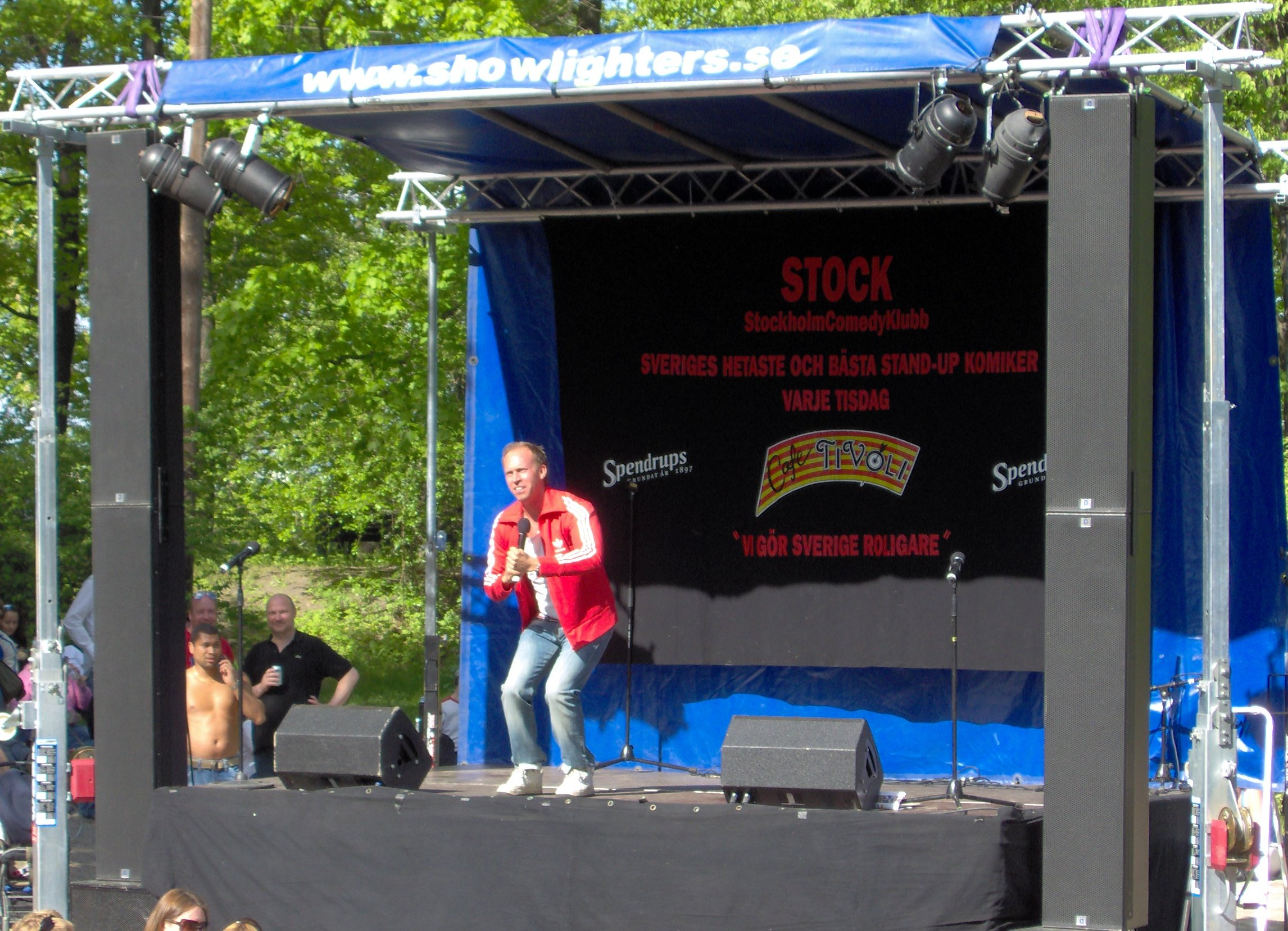
Konferenciern Jakob Öqvist vid Skrattstock 2006.

Skrattstock var en årlig internationell ståuppkomikfestival som hölls på Fåfängan i Stockholm. Festivalen grundades 2002 av komikern Janne Westerlund och arrangeras av Stockholm Comedy Klubb, kända från bland annat Stockholm Live. Festivalen hölls ursprungligen på Långholmens friluftsteater på Långholmen. 2013 flyttade den till Fåfängan.
Skrattstock på Långholmen sammanföll med Stockholm Marathon, vilken passerade festivalen. 2010 års upplaga gick av stapeln den 5 juni. Under 2006 års festival deltog komikern Özz Nûjen i maratonloppet, och gjorde en avstickare för att ställa sig på scen i ett par minuter.
Skrattstock är en hyllning till konstformen ståuppkomik. Den var länge den största komikerfestivalen av sitt slag i Europa.[källa behövs] Namnet anspelar på Woodstockfestivalen 1969 i  New York.
2008 års upplaga av festivalen hade runt 10 000 besökare.[källa behövs]

## Medverkande
| Tid   | Medverkande |
| 2008  | 2008 |
| ----- | --- |
| 12-13 | Best of Bungy Comedy • Annika Lindhe • Martin Skeppstedt • Elina Du Rietz • Jessica Karlén • Mattias Rydman • Kjell Nyholm                                                                 |
| 13-14 | Eleverna från StandupStar: Carin Forsling • Ingela Blom • Anna Swane • Cecilia von Strokirch • Lisa Lundin • Per Johansson • Jonas Åhlund • Johan Uddenberg • Goran Asaad • Hannes Hervieu |
| 14-15 | Magnus Betnér • Zinat Pirzadeh • Thomas Oredsson • Kristoffer Appelquist |
| 15-16 | Özz Nûjen • Linn Edlund • Kristoffer Svensson • Marcus • Fritte Fritzson |
| 16-17 | Måns Möller • Kodjo Akolor • Susanna Eklund • Ambjörn Paulsson |
| 17-18 | Lasse Karlsson • Petra Mede • Fredrik Andersson • Svenne Brundin |
| 18-19 | Patrik Larsson • Hasse Bronten • Nicklas-Christoffer • Christopher Linnell |
| 19-20 | Thomas Järvheden • Ann Westin • Lasse Nilsen • Marcus Palm • Aron Flam |
| 20-21 | Jari Ruotsalainen • Tobias Persson • Mikael Koppelman • Anders Celin • David Druid |
| 21-22 | Jakob Öqvist • Björn Gustafsson • Soran Ismail • Janne Westerlund |
| 2009  | |
| 12-13 | Anders och Klas • Sex finalister från Bungy Comedy • Behrad Rouzbeh • m.fl. |
| 13-14 | David Druid • Robert Larsson • Jessica Karlén • Thess • Donken • Yvonne Jonsson |
| 14-15 | Lasse Karlsson • Janne Westerlund • Marika Carlsson • Cecci von Strokirch • Anton Körberg                                                                                                  |
| 15-16 | Anna-Lena Brundin • Dominik Henzel • Paul Tilly • Johan Uddenberg • Svenne Brundin |
| 16-17 | Jonas Gardell • Zinat Pirzadeh • Thomas Oredsson • Nicklas-Christoffer |
| 17-18 | Özz Nûjen • Aron Flam • Ola Söderholm • Petter Bristav • Anna Swane |
| 18-19 | Jason Rouse • Ann Westin • Mårten Andersson • Jonatan Unge • Anders Celin |
| 19-20 | Thomas Järvheden • Kodjo Akolor • Lasse Nilsen • Magnus "IQ" Lindström • Christopher Linnell                                                                                               |
| 20-21 | Jakob Öqvist • Mikael Koppelman • Martin Lagos • Ahmed Berhan • Ehsan Dadiar • TingaLing                                                                                                   |
| 2010  | |
| 12-13 | Best of Bungy Comedy |
| 13-14 | Gesällprovet - Eleverna från StandUpStar |
| 14-15 | Stockholm Comedy Klubb • Mikael Koppelman • Anders Celin • Sven Brundin |
| 15-16 | Lasse Karlsson • Håkan Jäder • Dominik Henzel • Elina Du Rietz • Tobias Jacobsson |
| 16-17 | Tobias Persson • Marika Carlsson • Marcus Palm • Fredrik Andersson |
| 17-18 | Ann Westin • Thomas Järvheden • Hasse Brontén • Karin Adelsköld |
| 18-19 | Al Pitcher • Zinat Pirzadeh • Martin Lagos • Isak Jansson |
| 19-20 | Kodjo Akolor • Cilla Domstad • Jonatan Unge • Ahmed Berhan |
| 20-21 | Özz Nûjen • Jakob Öqvist • Janne Westerlund • David Druid |
| 2013  | |
| 12-13 | Bungy Comedy vinnarna • Anders Celin • Klas Åkerblom |
| 13-14 | Al Pitcher () • Zinat Pirzadeh • David Druid • Martin Lagos |
| 14-15 | Janne Westerlund • Lasse Karlsson • Tobias Jakobsson • Carl Tilenius |
| 15-16 | Özz Nûjen • Anna-Lena Brundin • Ann Westin • Jesper Rönndahl |
| 16-17 | Ahmed Berhan • Adeel Faqui ()] • Branne Pavlovic • Simon Garshasebi |
| 17-18 | Tobias Persson • Lasse Nilsén • Mikael Koppelman • Cecci von Strochkirch |
| 18-19 | David T Weaver () • Rune Sörlie () • Nisse Hallberg • Leon Berg |
| 19-20 | Kodjo Akolor • Svenne Brundin • Pelle Helgesson • Magdalena Bibik • Fernando |
| 20-21 | Clayton Fletcher () • Yemi Afolabi () • Melody Farshin • Sebastian Widman |